# Utetes lukuganus
Utetes lukuganus är en stekelart som först beskrevs av Fischer 1968.  Utetes lukuganus ingår i släktet Utetes och familjen bracksteklar. Inga underarter finns listade i Catalogue of Life.